# Enrique Liekens
Enrique Liekens Cerqueda (1882 - 1973) fue un poeta y militar mexicano que participó en la Revolución mexicana. Nació en Juchitán de Zaragoza, Oaxaca, el 4 de julio de 1882. Fue parte del estado mayor del general Álvaro Obregón. Prestó sus servicios en la Dirección General de Estadística en 1912. En 1914 ingresó al Ejército Constitucionalista, donde obtuvo el grado de mayor en 1917. Reingresó en 1920, ascendiendo a teniente coronel. Fue diputado al Congreso de la Unión en la XXVIII Legislatura, en 1919. Inició su carrera diplomática en 1929, al ser designado para un puesto consular en San Francisco, California, pasando luego a Roma, Viena y Hamburgo. Fue miembro fundador del Partido Nacional Revolucionario. En marzo de 1935 se le designó Director de Pensiones. Fue traductor de la lengua zapoteca y sobre ella escribió un ensayo etimológico en 1952.